# 朱祐楷
申懿王朱祐楷（1487年2月3日—1503年8月20日），明憲宗第十四子、母楊恭妃。
弘治四年（1491年），朱祐楷受封申王，未就藩敘州。同年，以东城兵马指挥项泰的女儿项氏为王妃。弘治十六年（1503年），朱祐楷去世，諡申懿王，無子封除。按明朝惯例，葬于金山。